# Cotswold (district)
Pour les articles homonymes, voir Cotswold.
Cotswold est un district non-métropolitain et un borough situé dans le comté du Gloucestershire, en Angleterre. Son chef-lieu est Cirencester.
Le district est nommé d'après la chaîne de collines appelée Cotswolds.

## Localités du district
- Adlestrop
- Aldsworth
- Ampney Crucis
- Ampney St Mary
- Ampney St Peter
- Andoversford
- Ashley
- Aston Subedge
- Avening
- Bagendon
- Barnsley
- Barrington
- Batsford
- Baunton
- Beverston
- Bibury
- Bledington
- Blockley
- Bourton-on-the-Hill
- Bourton-on-the-Water
- Boxwell with Leighterton
- Brimpsfield
- Broadwell
- Chedworth
- Cherington
- Chipping Campden
- Cirencester (ville)
- Clapton
- Coates
- Coberley
- Cold Aston
- Colesbourne
- Coln St. Aldwyns
- Coln St. Dennis
- Compton Abdale
- Condicote
- Cowley
- Cutsdean
- Daglingworth
- Didmarton
- Donnington
- Dowdeswell
- Down Ampney
- Driffield
- Duntisbourne Abbots
- Duntisbourne Rouse
- Eastleach
- Ebrington
- Edgeworth
- Elkstone
- Evenlode
- Fairford (ville)
- Farmington
- Great Rissington
- Guiting Power
- Hampnett
- Hatherop
- Hazleton
- Icomb
- Kemble
- Kempsford
- Kingscote
- Lechlade (ville)
- Little Rissington
- Longborough
- Long Newnton
- Lower Slaughter
- Maiseyhampton
- Maugersbury
- Mickleton
- Moreton-in-Marsh (ville)
- Naunton
- North Cerney
- Northleach with Eastington (ville)
- Notgrove
- Oddington
- Ozleworth
- Poole Keynes
- Poulton
- Preston
- Quenington
- Rendcomb
- Rodmarton
- Saintbury
- Sapperton
- Sevenhampton
- Sezincote
- Sherborne
- Shipton
- Shipton Moyne
- Siddington
- Somerford Keynes
- South Cerney
- Southrop
- Stow-on-the-Wold (ville)
- Swell
- Syde
- Temple Guiting
- Tetbury (ville)
- Tetbury Upton
- Todenham
- Turkdean
- Upper Rissington
- Upper Slaughter
- Westcote
- Westonbirt with Lasborough
- Weston Subedge
- Whittington
- Wick Rissington
- Willersey
- Windrush
- Winson
- Winstone
- Withington
- Yanworth